# Zafer Cup
Zafer Cup é um torneio amistoso de basquetebol feminino, disputado em 2014, na Turquia, e que serviu como preparação para o Mundial da Turquia.

## Equipes Participantes
- Austrália
- Brasil
- Canadá
- Turquia

## Ficha Técnica dos Jogos

### 1a Rodada

#### Turquia x Brasil
| 22 de Agosto de 2014 | TUR            | 66 - 48                                                 | BRA           | Ülker Sports Arena |
| 22 de Agosto de 2014 | 19 14 18 15 66 | 1o Quarto 2o Quarto 3o Quarto 4o Quarto FINAL Relatório | 18 13 6 11 48 | Ülker Sports Arena |

#### Canadá x Austrália
| 22 de Agosto de 2014 | CAN | 62 - 55                                                 | AUS | Ülker Sports Arena |
| 22 de Agosto de 2014 | 62  | 1o Quarto 2o Quarto 3o Quarto 4o Quarto FINAL Relatório | 55  | Ülker Sports Arena |

### 2a Rodada

#### Austrália x Brasil
| 23 de Agosto de 2014 | AUS | 66 - 63                                                 | BRA | Ülker Sports Arena |
| 23 de Agosto de 2014 | 66  | 1o Quarto 2o Quarto 3o Quarto 4o Quarto FINAL Resultado | 63  | Ülker Sports Arena |

#### Turquia x Canadá
| 23 de Agosto de 2014 | TUR | 51 - 33                                                 | CAN | Ülker Sports Arena |
| 23 de Agosto de 2014 | 51  | 1o Quarto 2o Quarto 3o Quarto 4o Quarto FINAL Resultado | 33  | Ülker Sports Arena |

### 3a Rodada

#### Austrália x Brasil
| 24 de Agosto de 2014 | AUS            | 65 - 56                                                 | CAN            | Ülker Sports Arena |
| 24 de Agosto de 2014 | 19 15 16 15 65 | 1o Quarto 2o Quarto 3o Quarto 4o Quarto FINAL Resultado | 17 12 13 14 56 | Ülker Sports Arena |

#### Turquia x Austrália
| 24 de Agosto de 2014 | TUR            | 84 - 80                                                            | AUS            | Ülker Sports Arena |
| 24 de Agosto de 2014 | 34 36 70 14 84 | 1o Tempo 2o Tempo FINAL (Tempo Normal) Prorrogação FINAL Resultado | 39 31 70 10 80 | Ülker Sports Arena |

## Campeão
| Zafer Cup       |
| --------------- |
| Turquia Campeão |

## Ver Também
- Torneio de Limoges